# Скрибски, Стивен
Сти́вен Скри́бски (нем. Steven Skrzybski; род. 18 ноября 1992, Берлин) — немецкий футболист, вингер «Хольштайна».

## Клубная карьера
Скрибски начинал карьеру в берлинском клубе «Штерн Каульсдорф», после чего в возрасте восьми лет перебрался в академию другого местного клуба — «Униона». 13 ноября 2010 года Стивен дебютировал за первую команду в матче Второй Бундеслиги, выйдя на замену в матче с «Франкфуртом» (1:2). В сезоне 2014/15 он стал основным игроком «Униона» под руководством тренера Норберта Дювеля. В сезоне 2017/18 Скрибски забил 14 мячей и стал вторым в списке лучших бомбардиров Второй Бундеслиги.
29 мая 2018 года Скрибски перешёл в «Шальке 04», болельщиком которого является с детства. 24 октября он дебютировал за «Шальке» в гостевом матче Лиге чемпионов с «Галатасараем» (0:0). 24 ноября Стивен забил первые два мяча в Бундеслиге в матче с «Нюрнбергом» (5:2). В январе 2020 года на правах аренды перешёл в «Фортуну» Дюссельдорф. Соглашение также предусматривает право выкупа игрока.
В июле 2021 года Скрибски в качестве свободного агента подписал трёхлетний контракт с «Хольштайном».